# Tricyphona chilota
Tricyphona chilota är en tvåvingeart som beskrevs av Alexander 1929. Tricyphona chilota ingår i släktet Tricyphona och familjen hårögonharkrankar. Inga underarter finns listade i Catalogue of Life.